# Вейверлі (Пенсільванія)
Вейверлі (англ. Waverly) — переписна місцевість (CDP) в США, в окрузі Лекаванна штату Пенсільванія. Населення — 643 особи (2020).

## Географія
Вейверлі розташоване за координатами 41°31′39″ пн. ш. 75°42′11″ зх. д. / 41.52750° пн. ш. 75.70306° зх. д. (41.527590, -75.702983).  За даними Бюро перепису населення США в 2010 році переписна місцевість мала площу 4,06 км², з яких 4,06 км² — суходіл та 0,00 км² — водойми.

## Демографія
Згідно з переписом 2010 року, у переписній місцевості мешкали 604 особи в 226 домогосподарствах у складі 183 родин. Густота населення становила 149 осіб/км².  Було 252 помешкання (62/км²).
Расовий склад населення:
| - 98,0 % — білих - 0,5 % — чорних або афроамериканців - 0,5 % — азіатів |

До двох чи більше рас належало 0,7 %. Частка іспаномовних становила 2,3 % від усіх жителів.
За віковим діапазоном населення розподілялося таким чином: 24,0 % — особи молодші 18 років, 58,1 % — особи у віці 18—64 років, 17,9 % — особи у віці 65 років та старші. Медіана віку мешканця становила 47,5 року. На 100 осіб жіночої статі у переписній місцевості припадало 91,7 чоловіків;  на 100 жінок у віці від 18 років та старших — 88,9 чоловіків також старших 18 років.
Середній дохід на одне домашнє господарство  становив 106 160 доларів США (медіана — 80 156), а середній дохід на одну сім'ю — 120 270 доларів (медіана — 108 750). 
Цивільне працевлаштоване населення становило 321 особа. Основні галузі зайнятості: освіта, охорона здоров'я та соціальна допомога — 34,6 %, фінанси, страхування та нерухомість — 10,0 %, науковці, спеціалісти, менеджери — 9,7 %.